# Zecchino d'Oro 1961
Il terzo Zecchino d'Oro si è svolto a Bologna dal 25 al 27 settembre 1961.
È stato presentato da Mago Zurlì, interpretato da Cino Tortorella.
Da questa edizione la trasmissione si sposta da Milano a Bologna, presso il cinema dell'Antoniano. L'incarico di insegnare le canzoni ai bambini viene affidato per la prima volta a Mariele Ventre.
Questa fu la prima edizione ad avere, fra gli autori, un cantautore: infatti ci fu Tony Renis.

## Brani in gara
- C'era una volta (testo: Biri/musica: Piero Soffici) - Gigliola Curso
- Cestini e grembiulini (testo: Veneziano/musica: Giovanni Drago, Luca Drago) - Roberto Gorgazzini e Maria Luisa Merlo
- Girotondo col mio mondo (testo: Andrea Cason/musica: Fiorenzo Batacchi, Eros Sciorilli) - Giorgio Ziglioli
- Il nome più bello (testo: Agostino Aloisini/musica: Fabio Piazzalunga) - Felice Corna
- La barchetta di carta (testo: Giuseppe Garofalo/musica: Antonio Di Jorio) - Sandra Martinatti
- La canzone dei poeti (testo: Valerio Vancheri/musica: Valerio Vancheri) - Carlo Angelotti
- L'altalena (testo: Laura Zanin/musica: Lorenzi) - Ela Di Natale
- Le stelle (testo: Dolli/musica: Sandro Taccani) - Vittorio Dognini
- Pesciolino rosso (testo: Ernesto Bruschini/musica: Pietro Avitabile, Nunzio Reina) - Alfonso Belfiore
- Piccolo indiano (testo: Mogol/musica: Tony Renis) - Guglielmo Zolesi
- Trenta quaranta (testo: Aldo Locatelli/musica: Federico Bergamini) - Angelo Iotti (7 anni)
- Una stellina legata col filo (testo: Andrea Cason/musica: Dario Mateicich) - Fulvio Nativo